# 215 km (rejon nowodugiński)
215 km (ros. 215 км) – przystanek kolejowy w pobliżu miejscowości Kotowo, w rejonie nowodugińskim, w obwodzie smoleńskim, w Rosji. Położony jest na linii Lichosławl – Rżew – Wiaźma.